# Selección de rugby de Georgia
La selección de Rugby de Georgia, apodados Los Lelos u Hombres de Borjgali, representa a Georgia en las competiciones oficiales del rugby. Este deporte en el país es administrado por la Georgia Rugby Union. 

## Reseña
Georgia es un equipo que participa habitualmente en la European Nations Cup competición que ha ganado en varias ocasiones, siempre ha estado en la División 1. Y participa en la Copa Mundial de Rugby que se celebra cada cuatro años de manera ininterrumpida desde 2003.
El equipo nacional absoluto se clasificó para la Copa Mundial de Rugby de 2003 jugando contra potencias como Irlanda y Francia. Los Lelos también se clasificaron para la Copa Mundial de Rugby de 2007 en Francia, donde derrotaron a Namibia 30-0 en su primera victoria en la Copa Mundial y perdieron por escaso margen (14-10) ante la poderosa Irlanda.
En el Mundial de Nueva Zelanda quedó cuarto en el Grupo B en el que estarían Argentina, Escocia, Inglaterra y Rumanía, logrando derrotar a esta última (25-9).
Georgia tiene saldo positivo en sus encuentros ante Rusia, España, Estados Unidos, Canadá, Rumania y Portugal. A su vez ha logrado victorias ante los Jaguares de Argentina, Samoa, Fiyi, Italia, Gales y Tonga, y ha perdido todos sus partidos ante los Springboks, los Emerging Springboks, Inglaterra, Irlanda, Francia y los Pumas de Argentina.
El grueso de la selección nacional tiene su sede en Francia, tanto en el Top 14 como en divisiones inferiores. Esta es una práctica que fue popularizada por el anterior entrenador nacional Claude Saurel un francés, que más tarde entrenó a sus rivales vecinos, Rusia.
Desde 2013 hasta el 2015, Georgia fue sede de la Tbilisi Cup.

## Estadísticas
A continuación, un cuadro con los resultados del XV de Georgia en test matches hasta el 24 de noviembre de 2024.
| Adversario                  | Jugados | Ganados | Perdidos | Empatados | % Efectividad |
| --------------------------- | ------- | ------- | -------- | --------- | ------------- |
| Alemania                    | 10      | 10      | 0        | 0         | 100.0%        |
| All Blacks XV               | 1       | 0       | 1        | 0         | 0.0%          |
| Argentina                   | 5       | 0       | 5        | 0         | 0.0%          |
| Argentina XV                | 4       | 2       | 2        | 0         | 50.0%         |
| Australia                   | 3       | 0       | 3        | 0         | 0.0%          |
| Barbarian F.C.              | 1       | 0       | 1        | 0         | 0.0%          |
| Barbarians franceses        | 1       | 1       | 0        | 0         | 100.0%        |
| Bélgica                     | 6       | 6       | 0        | 0         | 100.0%        |
| Bulgaria                    | 1       | 1       | 0        | 0         | 100.0%        |
| Canadá                      | 7       | 4       | 3        | 0         | 57.1%         |
| Chile                       | 2       | 1       | 1        | 0         | 50.0%         |
| Croacia                     | 1       | 1       | 0        | 0         | 100.0%        |
| Dinamarca                   | 1       | 1       | 0        | 0         | 100.0%        |
| Emerging Ireland            | 2       | 0       | 2        | 0         | 0.0%          |
| Emerging Italy              | 2       | 1       | 1        | 0         | 50.0%         |
| Emerging Springboks         | 2       | 0       | 2        | 0         | 0.0%          |
| Escocia                     | 6       | 0       | 6        | 0         | 0.0%          |
| Escocia A                   | 2       | 1       | 1        | 0         | 50.0%         |
| España                      | 25      | 21      | 3        | 1         | 84.0%         |
| Estados Unidos              | 7       | 4       | 3        | 0         | 57.1%         |
| Fiyi                        | 8       | 1       | 6        | 1         | 12.5%         |
| Francia                     | 2       | 0       | 2        | 0         | 0.0%          |
| Gales                       | 5       | 1       | 4        | 0         | 20.0%         |
| Inglaterra                  | 3       | 0       | 3        | 0         | 0.0%          |
| Irlanda                     | 5       | 0       | 5        | 0         | 0.0%          |
| Irlanda A                   | 1       | 0       | 1        | 0         | 0.0%          |
| Italia                      | 4       | 1       | 3        | 0         | 25.0%         |
| Italia A                    | 5       | 2       | 3        | 0         | 40.0%         |
| Japón                       | 7       | 2       | 5        | 0         | 28.5%         |
| Kazajistán                  | 1       | 1       | 0        | 0         | 100.0%        |
| Letonia                     | 1       | 1       | 0        | 0         | 100.0%        |
| Luxemburgo                  | 1       | 0       | 0        | 1         | 0.0%          |
| Marruecos                   | 1       | 1       | 0        | 0         | 100.0%        |
| Moldavia                    | 1       | 1       | 0        | 0         | 100.0%        |
| Namibia                     | 5       | 4       | 1        | 0         | 80.0%         |
| Nueva Zelanda               | 1       | 0       | 1        | 0         | 0.0%          |
| Países Bajos                | 8       | 7       | 1        | 0         | 87.5%         |
| Polonia                     | 3       | 1       | 2        | 0         | 33.3%         |
| Portugal                    | 27      | 19      | 4        | 4         | 70.3%         |
| República Checa             | 8       | 8       | 0        | 0         | 100.0%        |
| Rumania                     | 29      | 19      | 9        | 1         | 65.5%         |
| Rusia                       | 25      | 23      | 1        | 1         | 92.0%         |
| Samoa                       | 6       | 3       | 2        | 1         | 50.0%         |
| South Africa Kings          | 1       | 0       | 1        | 0         | 0.0%          |
| South Africa President's XV | 1       | 0       | 1        | 0         | 0.0%          |
| Sudáfrica                   | 2       | 0       | 2        | 0         | 0.0%          |
| Sudáfrica A                 | 1       | 0       | 1        | 0         | 0.0%          |
| Suiza                       | 1       | 1       | 0        | 0         | 100.0%        |
| Tonga                       | 8       | 6       | 2        | 0         | 75.0%         |
| Ucrania                     | 9       | 9       | 0        | 0         | 100.0%        |
| Universidades Francesas     | 1       | 1       | 0        | 0         | 100.0%        |
| Uruguay                     | 7       | 5       | 2        | 0         | 71.4%         |
| Zimbabue                    | 3       | 2       | 1        | 0         | 66.6%         |
| Total                       | 281     | 173     | 98       | 10        | 61.56%        |

## Plantel

### Selección actual
El 28 de agosto de 2023, Levan Maisashvili anunció los 33 jugadores para el equipo de la Copa Mundial de Rugby de 2023.
| Nombre                | Posición       | Fecha de nacimiento     | Encuentros | Club                  |
| --------------------- | -------------- | ----------------------- | ---------- | --------------------- |
| Shalva Mamukashvili   | hooker         | 2 de octubre de 1990    | 100        | The Black Lion        |
| Luka Nioradze         | hooker         | 6 de abril de 1999      | 1          | Stade Aurillacois     |
| Tengiz Zamtaradze     | hooker         | 2 de enero de 1998      | 4          | The Black Lion        |
| Nika Abuladze         | pilar          | 20 de agosto de 1995    | 12         | Exeter Chiefs         |
| Beka Gigashvili       | pilar          | 17 de febrero de 1992   | 36         | Rugby Club Toulonnais |
| Guram Gogichashvili   | pilar          | 4 de septiembre de 1998 | 39         | Racing 92             |
| Luka Japaridze        | pilar          | 6 de septiembre de 1998 | 8          | Montpellier           |
| Mikheil Nariashvili   | pilar          | 25 de mayo de 1990      | 73         | The Black Lion        |
| Guram Papidze         | pilar          | 16 de junio de 1997     | 12         | Section Paloise       |
| Lado Chachanidze      | segunda línea  | 14 de mayo de 2000      | 13         | USON Nevers           |
| Nodar Cheishvili      | segunda línea  | 13 de noviembre de 1990 | 48         | The Black Lion        |
| Lasha Jaiani          | segunda línea  | 21 de abril de 1998     | 19         | USON Nevers           |
| Konstantin Mikautadze | segunda línea  | 1 de julio de 1991      | 84         | Aviron Bayonnais      |
| Mikheil Gachechiladze | ala            | 24 de diciembre de 1990 | 21         | The Black Lion        |
| Beka Gorgadze         | ala            | 8 de febrero de 1996    | 40         | Section Paloise       |
| Luka Ivanishvili      | ala            | 25 de noviembre de 2001 | 7          | The Black Lion        |
| Tornike Jalaghonia    | ala            | 12 de diciembre de 1998 | 24         | Biarritz              |
| Beka Saghinadze       | ala            | 29 de octubre de 1998   | 36         | Lyon Olympique        |
| Giorgi Tsutskiridze   | ala            | 26 de noviembre de 1996 | 31         | Stade Français        |
| Gela Aprasidze        | medio scrum    | 14 de enero de 1998     | 48         | Aviron Bayonnais      |
| Vasil Lobzhanidze     | medio scrum    | 14 de octubre de 1996   | 78         | Brive                 |
| Tengiz Peranidze      | medio scrum    | 6 de abril de 1998      | 1          | The Black Lion        |
| Tedo Abzhandadze      | medio apertura | 13 de junio de 1999     | 43         | Montauban             |
| Luka Matkava          | medio apertura | 5 de octubre de 2001    | 10         | The Black Lion        |
| Tornike Kakhoidze     | centro         | 16 de agosto de 2003    | 3          | The Black Lion        |
| Giorgi Kveseladze     | centro         | 11 de noviembre de 1997 | 48         | The Black Lion        |
| Merab Sharikadze (c.) | centro         | 17 de mayo de 1993      | 96         | The Black Lion        |
| Demur Tapladze        | centro         | 18 de marzo de 2000     | 28         | The Black Lion        |
| Mirian Modebadze      | wing           | 27 de octubre de 1997   | 25         | The Black Lion        |
| Aka Tabutsadze        | Wing           | 19 de agosto de 1997    | 31         | The Black Lion        |
| Alexander Todua       | wing           | 2 de noviembre de 1987  | 108        | The Black Lion        |
| Lasha Khmaladze       | zaguero        | 20 de enero de 1988     | 96         | Batumi RC             |
| Davit Niniashvili     | Zaguero        | 14 de julio de 2002     | 23         | Lyon Olympique        |

### Jugadores destacados
- David Khinchaguishvili
- Davit Zirakashvili
- Akvsent Guiorgadze
- Viktor Didebulidze
- Levan Tsabadze
- Mamuka Gorgodze
- Irakli Abusseridze
- Meko Kvirikashvili
- Irakli Guiorgadze
- David Kacharava
- Konstantin Rachkov
- Irakli Machkhaneli

## Victorias destacadas
- Se consideran solo victorias ante naciones del Tier 1 ( participantes del Seis Naciones y del Rugby Championship).

| 10 de julio de 2022 | Georgia | 28 - 19 | Italia | Estadio de Batumi, Batumi |  |

| 19 de noviembre de 2022 | Gales | 12 - 13 | Georgia | Millennium Stadium, Cardiff |  |

## Palmarés
- Rugby Europe Championship (17): 2000-01, 2006-08, 2009, 2011, 2012, 2013, 2014, 2015, 2016, 2018, 2019, 2020, 2021, 2022, 2023, 2024, 2025.

- Copa Antim (19): 2005, 2007, 2008, 2009, 2011, 2012, 2013, 2014, 2015, 2016, 2018, 2019, 2020, 2021, 2022, 2023-I, 2023-II, 2024, 2025.

## Participación en copas
| - Sudáfrica 1995: No clasificado - Gales 1999: No clasificado - Australia 2003: Primera fase - Francia 2007: Primera fase - Nueva Zelanda 2011: Primera fase - Inglaterra 2015: Primera fase - Japón 2019: Primera fase - Francia 2023: Primera fase - Australia 2027: Clasificado Para los mundiales de Nueva Zelanda 1987 e Inglaterra 1991 vea Selección de rugby de la Unión Soviética. - Tbilisi Cup 2013: 3º puesto - Tbilisi Cup 2014: 2º puesto - Tbilisi Cup 2015: 3º puesto - Copa Intercontinental 2004: 4º puesto (último) - Copa Intercontinental 2005: 3º puesto - Pacific Nations Cup 2018: 3º puesto - Autumn Nations Cup 2020: 8.º puesto (último) | - ENC 2000: 2º puesto - ENC 2001: Campeón - ENC 2001-02: 2º puesto - ENC 2003-04: 3º puesto - ENC 2004-06: 2º puesto - ENC 2006-08: Campeón - ENC 2008-10: Campeón - ENC 2010: 2º puesto - ENC 2011: Campeón - ENC 2012: Campeón - ENC 2013: Campeón - ENC 2014: Campeón - ENC 2015: Campeón invicto - ENC 2016: Campeón invicto - REC 2017: 2º puesto - REC 2018: Campeón invicto - REC 2019: Campeón invicto - REC 2020: Campeón invicto - REC 2021: Campeón invicto - REC 2022: Campeón invicto - REC 2023: Campeón invicto - REC 2024: Campeón invicto - REC 2025: Campeón invicto |